# Zimri
Zimri ou Zinri (em hebraico: זִמְרִי, romaniz.: Zīmrī; lit. ' louvável '), foi o quinto rei do Reino de Israel e reinou apenas sete dias. Foi o único Rei da dinastia IV de Israel.

## Data de reinado
Jerônimo de Estridão datou o reinado de Zinri em 946 a.C., enquanto James Ussher datou em 926 a.C..

## Reinado
Zinri era um dos comandantes de cavalaria do rei Elá. Assassinou o rei em Tirza, e sucedeu-lhe como rei. Contudo, Zinri reinou apenas sete dias, porque o exército de Onri descobriu o golpe de Zinri. Achando sua posição insustentável, Zinri jogou fogo na torre do palácio real e se suicidou. Onri tornou-se rei único apenas quatro anos após vencer os apoios a favor de Tibni, o outro pretendente ao trono de Israel.
O nome Zinri tornou-se uma alcunha para um traidor que assassina seu rei. Quando Jeú comandou uma revolta sangrenta para executar Jorão, rei de Israel, e feriu mortalmente Acazias, rei de Judá, e entrou no palácio de Jezreel para executar a Jezabel, ela o saudou com as palavras irônicas: "Olá, Zinri, assassino do seu senhor!".
De acordo com a tradição judaica das datas do Seder Hadorot (סדר הדורות), o rei Zinri reinou no ano judaico de 3010, correspondente ao ano -750 da era comum. [carece de fontes?]